# Герланець Валерій Ілліч
Герланець Валерій Ілліч (28 січня 1951, Орськ) — український донецький журналіст, дитячий письменник, завідувач відділу редакції газети «Вечерний Донецк», головний редактор дитячого журналу «Апельсин».

## Біографія
Народився 28 січня 1951 а в місті Орськ Оренбурзької області. Навчався в Донецькому політехнічному інституті і закінчив його в 1974 році. У 1981 році закінчив Вищі курси режисерів і сценаристів при Держкіно та Союзі кінематографістів СРСР.
Керував галузевої кіностудією. Головний редактор дитячого журналу «Апельсин». Заступник голови правління обласної організації Конгресу літераторів України. Завідувач відділом науки і культури закритого акціонерного товариства «Газета» Вечірній Донецьк" і журналіст цієї газети. Член генеральної ради з розробки Стратегії розвитку міста Донецька до 2020 року. Був деканом факультету журналістики Донецького відкритого університету. Працював головним редактором творчого об'єднання «Донецький центр гумору».
Перша книга «Подорож за зіркою» вийшла в 1993 році у видавництві «Донеччина». Твори автора були опубліковані в журналах «Простоквашино», «Мурзилка», «Фонтан», «Пізнайко».

## Творчий доробок
Герланець Валерій Ілліч — автор 30 книг для дітей.
- Герланец, Валерий Ильич. Новая рукавичка [Текст]: сказки, стихи, кроссворды, загадки, ребусы / В. И. Герланец. — Донецк: Сталкер, 1998. — 320 с. — (Загадки гномика). — ISBN 966-596-144-6
- Герланец, Валерий. Невероятные приключения Медвежонка, Гагагава и Моли [Текст]: веселая повесть- сказка для детей, которые станут взрослыми и взорслых, которые были детьми / В. Герланец ; худож. О. Рыжкова. — Донецк: Юго- Восток, 2000. — 152 с.: ил. — ISBN 966-7695-10-7
- Герланець, Валерій Ілліч. Новорічні пригоди [Текст]: повість-казка / В. І. Герланець, Г. Ю. Рогінська ; худож. Н. Стешенко-Дядечко. — Х. : Веста: Ранок, 2004. — 64 с.: іл. — ISBN 966-314-288-X
- Герланець, Валерій. Мурашка Юрашко [Текст] / В. Герланець ; худож. Є. Ковалець. — К. : Преса України, 2007. — 11 с.: іл. — ISBN 978-966-8373-83-1
- Герланец, Валерий Ильич. Лена, Катя, и Мылопуз Бессмертный [Текст]: повести, сказки, истории, стихи / В. И. Герланец. — Донецк: Донбассинформ, 2007. — 288 с.: ил. — ISBN 966-8388-16-Х
- Герланец, Игорь Изяславович. Открою душу без ключа… [Текст]: стихотворения / И. И. Герланец. — Донецк: Юго-Восток, 2006. — 184 с. — ISBN 966-374-133-3
- Герланець, Валерій. Дивовижна подорож до країни Канцелярії [Текст]: відверто детективна пригода / В. Герланець ; худож. Є. Ковалець. — К. : Преса України, 2008. — 48 с.: іл. — ISBN 978-966-472-020-2
- Герланець, Валерій. Як Сонечко плям позбавилось [Текст] / В. Герланець ; худож. В. Дунаєва. — К. : Преса України, 2008. — 16 с.: іл. — ISBN 978-966-472-041-7
- Герланец, Валерий Ильич. Приключения Санта Клаусёнка [Текст]: невероятно-правдивая сказочная история / Валерий Герланец ; [худож. Екатерина Радько]. — К. : Пресса Украины, 2009. — 62 с. : цв.ил. — 15000 экз. — ISBN 978-966-472-064-6
- Герланець, Валерій Ілліч. Неймовірні пригоди Молі та її друзів [Текст]: весела повість-казка для дітей, які стануть дорослими і для дорослих, які були дітьми / Валерій Герланець ; [переклала з рос. Оляна Чередниченко]. — Донецьк: Донбасінформ, 2011. — 145 с. : іл. — 3000 экз. — ISBN 978-966-8733-06-2
- Герланець, Валерій Ілліч. Чудовисько з озера та інші веселі дачні історії [Текст]: [для дітей дошк. та мол. шк. віку] / [Валерій Герланець ; пер. з рос. О. Чередниченко ; худож. Богдан В. М.]. — Донецьк: ІАЦ «Донбасінформ», 2011. — 64 с. : кольор. іл. — 3000 экз. — ISBN 978-966-8733-05-5

## Нагороди
Лауреат літературних фестивалів та конкурсів «Золотий Скіф», «Достояние Донбасса», «Кленове листя» (Канада), «Территория мира и согласия» (Росія), Міжнародного академічного рейтингу популярності «Золотая Фортуна», Всеукраїнського конкурсу романів, кіносценаріїв та п'єс «Коронація слова», нагородженого «Почесною відзнакою» Митрополита Київського і всієї України.

## Інтернет-ресурси
- В. Герланець — дитячий письменник Донеччини

- Валерий Герланец. Биографическая справка [Архівовано 10 грудня 2012 у Wayback Machine.]
- Тернистый путь книги к читателю
- Журналист, аналитик и… детский писатель[недоступне посилання з квітня 2019] (стр 11-12)
- Національна бібліотека України імені В. І. Вернадського. Каталоги видань